# Јово Кецман
Јово Кецман (Дрвар, 1914 – Пискавица код Бања Луке, 14. јун 1942), учесник Народноослободилачке борбе и народни херој Југославије.

## Биографија
Родио се у Дрвару у земљорадничкој породици 1914. године. Рано је остао без оца, па је као најстарије дете одмалена морао да води рачуна о млађој браћи. Био је активан у синдикатима, те је 1937. године постао руководилац синдикалног покрета у Дрвару и један од организатора штрајкова дрварских радника. Међу првим радницима постаје члан Комунистичке партије Југославије 1940. године. Радио је на омасовљењу партије, па је због револуционарне делатности неколико пута хапшен.
Након слома југословенске државе у Априлском рату био је један од организатора устанка у Дрвару и околини. На почетку рата постављен је за комесара герилског одреда и учествовао је у свим оружаним акцијама. По ослобођењу града постао је члан среског одбора КПЈ за Дрвар. Именован је за комесара ударног батаљона и упућен у пролеће 1942. године на подручје Мањаче где је водио борбе са окупаторима и четницима. После ослобођења Приједора његов батаљон је ушао у састав Прве крајишке пролетерске бригаде.
Током битке на Козари Јовин батаљон је заједно са осталим деловима 1. крајишке бригаде 14. јуна 1942. године водио жестоке окршаје са непријатељем код Пискавице. Морали су да освоје непријатељски положај којим би се омогућило 2. крајишком НОП одреду да се са народом извуче из непријатељског обруча. У тим борбама Јово Кецман је и погинуо када је заједно са команднтом батаљона Душаном Метлићем ускочио у непријатељске ровове.
Указом Президијума Народне скупштине ФНР Југославије, 20. децембра 1951. године, проглашен је за народног хероја.